# Бонгарц, Генрих
Генрих Бонгарц (нем. Heinrich Bongartz; 31 января 1892 — 23 января 1946) — немецкий лётчик-ас, подполковник.

## Биография
Во время Первой мировой войны был немецким лётчиком-истребителем, на счету которого 33 подтверждённых победы и одна неподтверждённая. Также служил командиром ночных истребителей во время Второй мировой войны. Умер от сердечного приступа, находясь в Райнберге.